# Wurgarend
De wurgarend (Morphnus guianensis) is een roofvogel uit Latijns-Amerika. Deze vogel lijkt sterk op de harpij, maar is iets kleiner.

## Uiterlijke kenmerken
De wurgarend bereikt een lengte van 79 tot 89 centimeter. Hij lijkt sterk op de harpij en de twee soorten zijn dan ook moeilijk van elkaar te onderscheiden. De belangrijkste verschillen zijn dat de wurgarend iets kleiner is en zwakkere poten en klauwen heeft. Een volwassen wurgarend heeft een grijszwarte kop en de rest van het lichaam is donkergrijs of bruinzwart van kleur. De staart is zwart met drie grijswitte banden. De keel, borst en onderzijde van het lichaam zijn lichtgrijs gekleurd. Hij kan net als de harpij een grote kuif opzetten. De brede vleugels en de lange staart stellen deze arend in staat goed te manoeuvreren bij zijn vluchten door het regenwoud. De poten zijn niet bevederd.

## Leefomgeving
De wurgarend leeft in de regenwouden in het laagland van Centraal- en Zuid-Amerika, met name van Guatemala tot noordoostelijk Argentinië. Vooral vochtige gebieden, zoals rivier- en kustbossen zijn favoriet.

## Leefwijze
Er is maar weinig bekend over de leefwijze van de wurgarend. Waarschijnlijk komt deze in grote lijnen overeen met de leefwijze van de verwante harpij. De wurgarend kan soms urenlang vrijwel bewegingsloos in een hoge boom op de uitkijk zitten. Boombewonende dieren als apen, opossums, vogels en reptielen vormen het voedsel van deze roofvogel. De wurgarend bouwt een enorm nest in de hoogste bomen van het bos en legt één of twee eieren.

## Status
De wurgarend heeft een vrij groot verspreidingsgebied en daardoor is de kans op de status  kwetsbaar (voor uitsterven) beperkt. Maar de vogel is zeldzaam en daardoor uiterst gevoelig voor de gevolgen van jacht. De grootte van de populatie wordt geschat op 670 tot 6700 volwassen dieren. De wurgarend gaat bovendien in aantal achteruit door voortdurende ontbossingen die vooral plaatsvinden in laag gelegen landen. Om deze reden staat deze arend als gevoelig op de Rode Lijst van de IUCN.